# مغول داگور
مغول داگور (به لاتین: Mongol Daguur) یک منطقه حفاظت‌شده در مغولستان است که در استان دارناد واقع شده‌است.